# Prosopocoilus lumawigi
Prosopocoilus lumawigi es una especie de coleóptero de la familia Lucanidae.

## Distribución geográfica
Habita en Mindanao (Filipinas).